# Клейвілл (Род-Айленд)
Клейвілл (англ. Clayville) — переписна місцевість (CDP) в США, в окрузі Провіденс штату Род-Айленд. Населення — 312 особи (2020).

## Географія
Клейвілл розташований за координатами 41°46′9″ пн. ш. 71°41′32″ зх. д. / 41.76917° пн. ш. 71.69222° зх. д. (41.769165, -71.692106).  За даними Бюро перепису населення США в 2010 році переписна місцевість мала площу 4,52 км², з яких 4,47 км² — суходіл та 0,05 км² — водойми.

## Демографія
Згідно з переписом 2010 року, у переписній місцевості мешкало 300 осіб у 116 домогосподарствах у складі 85 родин. Густота населення становила 66 осіб/км².  Було 121 помешкання (27/км²).
Расовий склад населення:
| - 93,3 % — білих - 3,3 % — корінних американців - 1,7 % — азіатів |

До двох чи більше рас належало 1,7 %. Частка іспаномовних становила 1,3 % від усіх жителів.
За віковим діапазоном населення розподілялося таким чином: 21,0 % — особи молодші 18 років, 65,0 % — особи у віці 18—64 років, 14,0 % — особи у віці 65 років та старші. Медіана віку мешканця становила 44,0 року. На 100 осіб жіночої статі у переписній місцевості припадало 96,1 чоловіків;  на 100 жінок у віці від 18 років та старших — 104,3 чоловіків також старших 18 років.
Середній дохід на одне домашнє господарство  становив 128 881 долар США (медіана — 120 875), а середній дохід на одну сім'ю — 166 042 долари (медіана — 178 393). 
Цивільне працевлаштоване населення становило 88 осіб. Основні галузі зайнятості: освіта, охорона здоров'я та соціальна допомога — 67,0 %, будівництво — 22,7 %, мистецтво, розваги та відпочинок — 10,2 %.